# Palau de la Música Catalana
Palau de la Música Catalana je koncertní sál, který se nachází v Barceloně. Byl postaven mezi lety 1905 a 1908 podle návrhu katalánského architekta Lluís Domènech i Montanera. Společně s nemocnicí de Sant Pau patří Palau de la Música Catalana k Montanerovým vrcholným dílům.
V roce 1997 byly obě stavby zapsány na seznam světového dědictví pod stejným pořadovým číslem 804.